# بنته بونسترا
بنته بونسترا (هلندی: Benthe Boonstra؛ زادهٔ ۲۰ نوامبر ۲۰۰۰) قایقران روئینگ زن اهل هلند است.
وی در مسابقات کشوری و بین‌المللی در مجموع برندهٔ ۲ مدال طلا، ۲ مدال نقره، ۲ مدال برنز شده است.